# Le Saxe de Lisa
Le Saxe de Lisa (Lisa's Sax) est le 3e épisode de la saison 9 de la série télévisée d'animation Les Simpson.

## Synopsis
Lisa travaille son saxophone dans sa chambre mais le bruit dérange Homer et Bart qui regardent l'Histoire de Krusty le clown à la télévision. Bart va donc dans la chambre de sa sœur et lui demande d'arrêter, et, devant le refus de cette dernière, essaye de prendre l'instrument de force. Les choses se passent mal : le saxo passe par la fenêtre, tombe au milieu de la rue et se fait aplatir par une voiture. Lisa pleure, alors pour la consoler Homer décide de lui raconter comment s'est passé l'achat du saxophone : c'était en 1990, Lisa était encore très jeune et c'était le premier jour d'école de Bart. Mais comme Homer raconte surtout l'histoire de ce dernier, Marge prend le relais. Elle raconte comment Homer et elle ont dû consulter le psychologue scolaire qui lorsqu'il a vu les capacités de la petite Lisa, leur a conseillé de la mettre dans une école pour surdoués...